# Harini Amarasuriya
Harini Amarasuriya, född 6 mars 1970 i Galle, är en lankesisk politiker och akademiker. Sedan 24 september 2024 är hon Sri Lankas premiärminister. Som tredje kvinna på posten efterträdde hon Dinesh Gunawardena.
Amarasuriya representerar det politiska partiet National People's Power Från 2020 och fram till att hon tillträdde som president var hon parlamentsledamot.
Hon har tidigare undervisat i sociologi vid Open University of Sri Lanka. Hon har en filosofie doktorsexamen i socialantropologi vid Edinburghs universitet.